# Phi3 Hydrae
Título a ser usado para criar uma ligação interna é Phi3 Hydrae.
Phi3 Hydrae (Hydrae) é uma estrela na direção da constelação de Hydra. Possui uma ascensão reta de 10h 38m 35.01s e uma declinação de −16° 52′ 35.9″. Sua magnitude aparente é igual a 4.91. Considerando sua distância de 225 anos-luz em relação à Terra, sua magnitude absoluta é igual a 0.72. Pertence à classe espectral G8III.